# 阿悄
阿悄（1990年4月10日—），本名肖莎，湖南邵阳人，中国内地女歌手。2010年因与徐良合唱的歌曲《红装》走红，签约经纪公司极韵文化。被爱好者称为“励志文艺莎”。
2022年5月16日 张新航、阿悄、童可可合唱的《陪我去流浪》发布，收录在专辑《陪我去流浪》中。 2009年，发布首支创作单曲《舍子花》开始走红。2010年6月，与歌手徐良合作发布歌曲《红装》。2012年，创办阿悄导演工作室。2013年，推出原创歌曲《我是我的情人》；同年，推出个人首张原创专辑《陪我去流浪》。2014年，获得酷狗盛典校园人气歌手奖。 2016年，获得繁星盛典年度最具风向艺人奖。 2017年，为爱情剧《因为遇见你》演唱同名片尾曲《因为遇见你》；同年，发行第七张个人原创专辑《霓NEED》， 并在5个城市举办了“霓NEED”全国巡回演唱会。2019年，推出夏日单曲《很迷》； 8月17日，推出中国风单曲《白蛇》。2020年4月30日，推出单曲《江郎才不尽》； 5月30日推出专辑 《也许也许》。 2022年1月14日推出单曲《伊甸》； 2月14日推出单曲 《如果吵架了 你先道歉》；2月27日发行歌曲《还是好朋友》；3月20日发行歌曲《桥头故事》； 4月10日发行歌曲《梦回1990》；12月24日发行歌曲《寻星》。